# الحقيقة المذهلة عن الملكة راكيلا
الحقيقة المذهلة عن الملكة راكيلا (بالإنجليزية: The Amazing Truth About Queen Raquela)‏ هو فيلم درامي صدر عام 2008 من إخراج أولاف دي فلور يوهانيسون.

## القصة
"راكيلا"، هي عاملة جنس متحولة جنسية فيلبينية تحلم بحياة جديدة في باريس. أصبحت ممثلة إباحية على الإنترنت والتقت فاليري، متحولة جنسية آيسلندية، ومايكل، مالك الموقع الذي تعمل فيه.

## الممثلون والشخصيات
- راكيلا ريوس في دور نفسها.
- ستيفان شايفر في دور مايكل أرديلو
- أوليفيا جالودو في دور أوليفيا
- براكس فيلا في دور أوبري
- فاليري غراند آينارسون في دور فاليري إينارسون

## توزيع الفيلم والجوائز
تم عرض الفيلم في مهرجان برلين السينمائي الدولي عام 2008 حيث فاز بجائزة تيدي لأفضل فيلم روائي طويل. تم عرضه في قسم الرؤى الناشئة في مهرجان ساوث باي ساوث واست عام 2008 في الولايات المتحدة.
حصل على جائزة لجنة التحكيم الكبرى في مهرجان سينيمانيلا السينمائي الدولي في الفلبين في عام 2008.

## وصلات خارجية
- الموقع الرسمي للفيلم
- صفحة الفيلم على موقع ماي.سبايس
- الحقيقة المذهلة عن الملكة راكيلا على موقع IMDb (الإنجليزية)
- الحقيقة المذهلة عن الملكة راكيلا على موقع ميتاكريتيك (الإنجليزية)
- الحقيقة المذهلة عن الملكة راكيلا على موقع روتن توميتوز (الإنجليزية)
- الحقيقة المذهلة عن الملكة راكيلا على موقع ألو سيني (الفرنسية)
- الحقيقة المذهلة عن الملكة راكيلا على موقع Turner Classic Movies (الإنجليزية)
- الحقيقة المذهلة عن الملكة راكيلا على موقع أول موفي (الإنجليزية)
- الحقيقة المذهلة عن الملكة راكيلا على موقع بوكس أوفيس موجو (الإنجليزية)
- الحقيقة المذهلة عن الملكة راكيلا على موقع فيلمافينيتي (الإسبانية)
- الحقيقة المذهلة عن الملكة راكيلا على موقع قاعدة بيانات الفيلم (الإنجليزية)
- الحقيقة المذهلة عن الملكة راكيلا على موقع ليتربوكسد (الإنجليزية)